# Ravecchia
Ravecchia è una frazione del comune svizzero di Bellinzona, nel Canton Ticino (distretto di Bellinzona).

## Geografia fisica
Situata nella parte sudorientale del comune di Bellinzona, per la sua posizione collinare e particolarmente soleggiata è detta dai bellinzonesi "la Nizza di Bellinzona".

## Storia
Fino al 1906 è stato un comune autonomo; nel 1907 è stato accorpato al comune di Bellinzona assieme agli altri comuni soppressi di Daro e Carasso.

## Monumenti e luoghi d'interesse
- Chiesa parrocchiale di San Biagio: edificio romanico, conserva alcuni affreschi[1] e la pala rinascimentale della Madonna col Bambino tra i santi Biagio e Girolamo, opera di Domenico Pezzi del 1520[senza fonte];
- Resti del primo convento degli Agostiniani, distrutto dal torrente Dragonato nel 1768[1][2];
- Oratorio della Madonna della Neve[3];
- Alcune dimore storiche: Villa dei Cedri (costruita nel 1860 circa, dal 1985 ospita il Museo d'arte della città di Bellinzona), Villa Gloria, Villa Losanna (residenza signorile in stile barocco francese del 1900 circa[barocco nel 1900?])[senza fonte];
- Prada, antica località montana ora abbandonata[1]; sorge a 577 m s.l.m. ed è stata restaurata negli anni 1980[senza fonte].

## Amministrazione
Ogni famiglia originaria del luogo fa parte del cosiddetto comune patriziale e ha la responsabilità della manutenzione di ogni bene ricadente all'interno dei confini della frazione.